# Una camera in città
Una camera in città è un film del 1982 diretto da Jacques Demy.

## Trama
1955, durante le lotte sindacali che infiammano la città di Nantes, l'operaio François prende una camera in affitto presso la signora Langlois, vedova di un colonnello, ridotta sul lastrico per colpa del figlio.
François ha una relazione con un'altra operaia, Violette, per la quale non prova dei forti sentimenti e che non vuole nemmeno sposare dopo che lei rimane incinta.
Una sera incontra Edith, una ragazza che si prostituisce non per necessità ma solo per fare dispetto al marito benestante Edmond e tra i due scatta il colpo di fulmine. Scoprirà presto che si tratta della figlia della signora Langlois.
I due amanti decidono di andare a vivere insieme ma il marito tradito si taglia la gola mentre François viene colpito durante una manifestazione. I compagni portano il ferito nel suo appartamento dove muore e Edith, incapace di vivere senza di lui si spara un colpo in petto.

## Accoglienza
Pascal Bonitzer all'uscita del film, in un articolo su Cahiers du cinéma n.341, dopo aver scritto della tecnica di Demy dei film cantati ed aver fatto un nesso con Les Parapluies de Cherbourg, nota come Une chambre en ville sia però un'opera molto più violenta e più dura, niente resta dei più toni pastello sfumati e della tenerezza dolorosa che caratterizza il regista e che il motivo tragico non è stato mai così marcato come in questo film, che non manca però minimamente di bellezza.
Michel Chion recensendo Lady Oscar nel 1987 ancora su Cahiers du cinéma si meraviglia invece dei punti di contatto tra quest'opera e Une chambre en ville, dove la donna di origine nobile rompendo con la propria classe  sociale perde il suo uomo, un proletario, durante gli scontri di Nantes del 1955 allo stesso modo che Lady Oscar perde il suo, un plebeo, durante la presa della Bastiglia.